# ノナオクタコンタン
| ノナオクタコンタン | ノナオクタコンタン |
| ------------------ | ------------------ |
| CH3(CH2)87CH3      |                    |
| IUPAC名            | ノナオクタコンタン |
| 分子式             | C89H180            |
| 分子量             | 1250.3815          |
| CAS登録番号        | 7719-76-8          |

ノナオクタコンタン (Nonaoctacontane) とは、直鎖状のアルカンの1種。炭素原子が89個、分岐することなく一列に連なっている。分子式はC89H180。分子量は1250.3815。